# Bhanu Athaiya

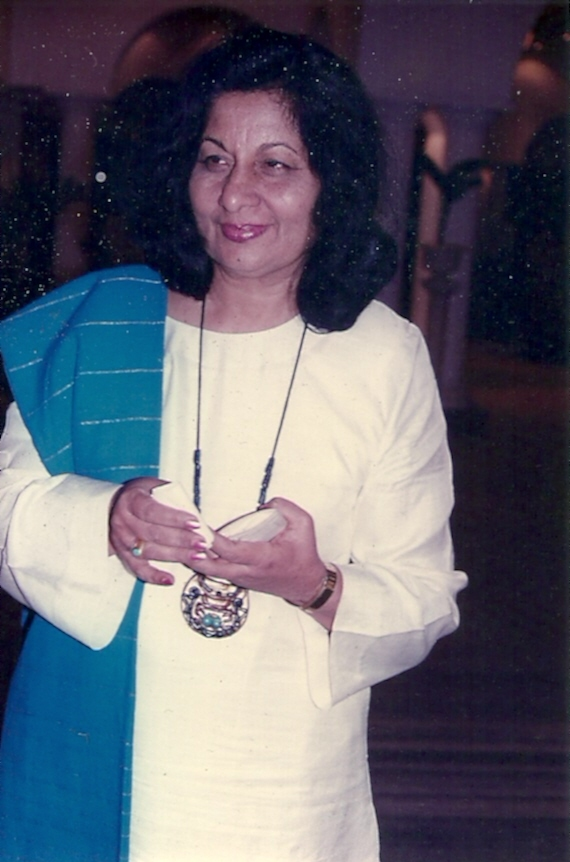
Bhanu Attiya

Bhanumati „Bhanu“ Athaiya (Geburtsname: Bhanumati Annasaheb Rajopadhye; Marathi: Marathi भानू अथय्या IAST Bhānū Athayyā; * 28. April 1926 in Kolhapur, Maharashtra, Indien; † 15. Oktober 2020 in Mumbai, Maharashtra, Indien) war eine indische Kostümbildnerin, die bei der Oscarverleihung 1983 für Gandhi einen Oscar für das beste Kostümdesign erhielt und damit der erste indische Staatsangehörige war, der einen Oscar gewann.

## Leben
Bhanu Athaiya, die Kunst an der Sir Jamsetjee Jeejebhoy School of Art in Bombay studierte, begann ihre Karriere als Kostümbildnerin in der Filmwirtschaft 1955 bei dem Film Milap und wirkte bis 2004 an der Kostümausstattung von mehr als 150 Filmen mit. Während ihrer jahrzehntelangen Laufbahn arbeitete sie mit namhaften Regisseuren wie Guru Dutt, Yash Chopra, Raj Kapoor und Ashutosh Gowariker zusammen.
Bei der Oscarverleihung 1983 gewann sie zusammen mit John Mollo den Oscar für das beste Kostümdesign in Gandhi (1982) von Richard Attenborough mit Ben Kingsley, Candice Bergen und Edward Fox in den Hauptrollen. Durch ihren Sieg wurde sie der erste indische Staatsangehörige, der einen Oscar gewann. Zugleich erhielten sie und John Mollo auch eine Nominierung für den British Academy Film Award für die beste Kostüme.
1990 gewann sie den prestigeträchtigsten Filmpreis Indiens, den National Film Award für das beste Kostümdesign in dem Fantasyfilmmusical Lekin… (1990) von Gulzar mit Vinod Khanna, Dimple Kapadia und Amjad Khan. Einen weiteren National Film Award für das beste Kostümdesign erhielt sie 2001 für Lagaan – Es war einmal in Indien (2001) von Ashutosh Gowariker mit Aamir Khan, Gracy Singh und Rachel Shelley.
2009 erhielt Bhanu Athaiya zusammen mit Om Puri den Preis für ihr Lebenswerk (Lifetime Achievement Award) des Filmfare Award, den ältesten und wichtigsten Auszeichnungen, die Hindi-Filmen und Filmschaffenden in Indien verliehen werden.

## Filmografie (Auswahl)
| - 1955: Milap - 1956: C.I.D. - 1957: Pyaasa - 1962: Sahib Bibi Aur Ghulam - 1965: Janwar - 1965: Mere Sanam - 1965: Waqt - 1967: Patthar Ke Sanam - 1970: Abhinetri - 1971: Pyar Ki Kahani - 1973: Jheel Ke Us Paar - 1975: Prem Kahani | - 1976: Shankar Dada - 1976: Kabeela - 1978: Shalimar - 1980: Abdullah - 1982: Gandhi - 1990: Lekin… - 1992: Parampara - 1993: 1942: A Love Story - 2001: Dhyasparva - 2001: Lagaan – Es war einmal in Indien - 2004: Swades: We, the People |

## Auszeichnungen
- 1983: „Oscar“ für das beste Kostümdesign
- 1990: „National Film Award“ für das beste Kostümdesign
- 2001: „National Film Award“ für das beste Kostümdesign
- 2009: „Filmfare Award“ für das Lebenswerk